# Studna (seriál)
Studna je šestidílným rodinným televizním dramatem z dílny Voyo Originál, který je inspirován skutečným příběhem, který se odehrál v únoru 1968 v obci Vonoklasy. Podle scénáře Mira Šifry a Kristiny Májové jej režírovala Tereza Kopáčová.
Lokace exteriérů se natáčely v Lochovicích (vesnice, domy Máni a Standy i sousedů, hřbitov), v Halounech v hostinci U zrzavého paviána (hospoda) nebo v Třebízi (náves). Štáb zavítal také do pražské Invalidovny (nemocnice) nebo budovy Koh-I-Nooru (výzkumný ústav).
V hlavních rolích seriálu se představili David Švehlík, Johana Matoušková, Filip František Červenka, Jakub Prachař, Alena Doláková, Hana Vagnerová nebo Marián Mitaš. 
Seriál měl slavnostní premiéru v září 2024 na mezinárodním festivalu seriálů Serial Killer v Brně.
První díl byl na Voyo uveden 10. ledna 2025, poslední 14. února 2025.

## Děj
Máňa a Standa – zdánlivě obyčejný pár z Vonoklas. Svou lásku si prosadili navzdory nesouhlasu jejích rodičů. Po čase se dočkali vymodleného dítěte – syna Slávka. Jejich štěstí ale trvalo jen krátce. Slávek onemocněl obrnou, která jim změnila celý život, ale i postavení v rámci rodiny a celé vesnice. 
Seriál se zabývá především momenty, které tragédii z únorové noci předcházely nebo po ní následovaly. V domě po požáru bylo nalezeno tělo matky, ve studni tělo otce. Seriál se zabývá událostmi před a po této tragédii na ploše téměř padesáti let – od roku 1932 až do roku 1980. Pokládá také otázku, do jaké míry formuje naše životy rodina a geny.

## Obsazení
| David Švehlík            | Stanislav Jelínek          |
| Johana Matoušková        | Marie Jelínková            |
| Filip František Červenka | Slávek Jelínek             |
| Jáchym Brabec            | Slávek Jelínek, 6 let      |
| Jakub Jenčík             | Slávek Jelínek, 10 let     |
| Jana Nagyová             | Jánská, matka Marie        |
| Svatopluk Skopal         | Jánský, otec Marie         |
| Kristýna Ryška           | Lidka Jánská, sestra Marie |
| Simona Lewandowska       | Klára Jánská, dcera Lidky  |
| Alena Doláková           | Anka Šimková               |
| Jakub Prachař            | Lojza Šimek                |
| Hana Vagnerová           | Milada Gombárová           |
| Marián Mitaš             | Martin Gombár              |
| Tadeáš Moravec           | Matěj                      |
| Pavel Řezníček           | vyšetřovatel Sova          |

## Seznam dílů
| Pořadí | Původní název | Režie           | Scénář                     | Datum premiéry |
| ------ | ------------- | --------------- | -------------------------- | -------------- |
| 1      |               | Tereza Kopáčová | Miro Šifra Kristina Májová | 10. ledna 2025 |
| 2      |               | Tereza Kopáčová | Miro Šifra Kristina Májová | 17. ledna 2025 |
| 3      |               | Tereza Kopáčová | Miro Šifra Kristina Májová | 24. ledna 2025 |
| 4      |               | Tereza Kopáčová | Miro Šifra Kristina Májová | 31. ledna 2025 |
| 5      |               | Tereza Kopáčová | Miro Šifra Kristina Májová | 7. února 2025  |
| 6      |               | Tereza Kopáčová | Miro Šifra Kristina Májová | 14. února 2025 |

## Odraz v dalším zpracování tématu
Badatel Jaroslav Mareš natočil komentovaný pořad ke skutečnému případu.